# フランクリン郡 (イリノイ州)

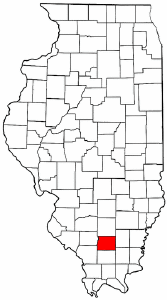
イリノイ州内の位置

フランクリン郡 (Franklin County) は、アメリカ合衆国イリノイ州に位置する郡である。人口は39,018人（2000年）である。郡庁所在地はベントンである。

## 地理
アメリカ合衆国統計局によると、この郡は総面積1,117 km2 (431 mi2) である。このうち1,067 km2 (412 mi2) が陸地で50 km2 (19 mi2) が水地域である。総面積の4.48%が水地域となっている。

### 隣接する郡
- ジェファーソン郡（北）
- ハミルトン郡（東）
- セイリーン郡（南東）
- ウィリアムソン郡（南）
- ジャクソン郡（南西）
- ペリー郡（西）

## 人口動静
2000年国勢調査で、この郡は人口39,018人、16,408世帯、及び10,976家族が暮らしている。人口密度は37/km2 (95/mi2) である。17/km2 (44/mi2) の平均的な密度に18,105軒の住宅が建っている。この郡の人種的な構成は白人98.63%、アフリカン・アメリカン0.15%、先住民0.22%、アジア0.18%、太平洋諸島系0.01%、その他の人種0.14%、及び混血0.66%である。ここの人口の0.64%はヒスパニックまたはラテン系である。
この郡内の住民は23.00%が18歳未満の未成年、18歳以上24歳以下が7.90%、25歳以上44歳以下が26.20%、45歳以上64歳以下が24.30%、及び65歳以上が18.70%にわたっている。中央値年齢は40歳である。女性100人ごとに対して男性は91.90人である。18歳以上の女性100人ごとに対して男性は89.00人である。
この郡の世帯ごとの平均的な収入は28,411米ドルであり、家族ごとの平均的な収入は36,294米ドルである。男性は31,429米ドルに対して女性は19,664米ドルの平均的な収入がある。この郡の一人当たりの収入 (per capita income) は15,407米ドルである。人口の16.20%及び家族の12.60%は貧困線以下である。全人口のうち18歳未満の24.10%及び65歳以上の9.60%は貧困線以下の生活を送っている。

## 都市及び町
- ベントン
- Buckner
- Christopher
- Ewing
- Freeman Spur
- ハナフォード
- Macedonia
- ノースシティ
- オリエント
- Royalton
- Sesser
- トンプソンビル
- Valier
- ウエストシティ
- ウエストフランクフォート
- Zeigler

1. ↑   Find a County, National Association of Counties 2011年6月7日閲覧。
2. ↑   American FactFinder, United States Census Bureau 2008年1月31日閲覧。